# Carlowrightia sulcata
Carlowrightia sulcata är en akantusväxtart som först beskrevs av Christian Gottfried Daniel Nees von Esenbeck, och fick sitt nu gällande namn av C. Ezcurra. Carlowrightia sulcata ingår i släktet Carlowrightia och familjen akantusväxter. Inga underarter finns listade i Catalogue of Life.